# Tatort: Kalter Engel
Kalter Engel ist ein Fernsehfilm aus der Krimireihe Tatort und der erste Fall des Ermittlerteams Funck, Schaffert und Grewel aus Erfurt. Der vom Mitteldeutschen Rundfunk produzierte Beitrag ist die 885. Tatort-Folge und wurde am 3. November 2013 im Ersten zum ersten Mal ausgestrahlt.
Die Ermittler untersuchen den Mord an einer Studentin, bei dem zunächst ein bekannter Triebtäter verdächtigt wird, der sich jedoch als Eifersuchtstat einer Kommilitonin herausstellt.

## Handlung
Den jungen Kriminalkommissaren Henry Funck und Maik Schaffert gelingt es nach einer rasanten Verfolgung, Roman Darschner festzunehmen. Doch anstatt der erwarteten Anerkennung, dass sie den mutmaßlichen Frauenserienmörder endlich gefasst haben, erhalten sie von Kriminaldirektorin Petra Fritzenberger eine Beinah-Suspendierung für ihren Alleingang. Nach den Vorstellungen ihrer Chefin hätten sie auf das SEK warten müssen.
Auf dem Polizeipräsidium wartet inzwischen die neue Polizeipraktikantin Johanna Grewel auf ihr neues Einsatzgebiet. Als erstes begutachtet sie zusammen mit Funck und Schaffert das neueste Todesopfer, das am Ufer der Gera gefunden wurde. Schaffert fällt auf, dass die Leiche anders aussieht als die Opfer, die Darschner hinterlassen hatte. Die erste Recherche ergibt, dass es sich um die Studentin Anna Siebert handelt. Bisher wohnte sie in einer WG mit Lisa Kranz, war aber auf der Suche nach einer größeren Wohnung. Die Spurensicherung findet außerdem eine große Menge Bargeld und sehr teure Kleidung im Schrank der Studentin. Grewel vermutet, dass Anna Siebert mit Drogen gehandelt, sich prostituiert oder einen reichen Freund gehabt hat, der ihr diesen Lebensstil finanzierte. Ihre Mitstudentin Valerie Bultmann berichtet von einem Escort-Service, für den sie und Anna Siebert gelegentlich arbeiteten. Im Rahmen dieser Tätigkeit weiß sie, dass Anna mit einem Prof. Dr. Rolf Petkus häufig Kontakt hatte, der immer sehr großzügig war.
Die Ermittler sprechen Petkus auf Anna Siebert an, woraufhin er zunächst leugnet, sie zu kennen, dann aber zugibt, viel Zeit mit ihr verbracht zu haben. Anna sei für ihn eine gebildete und ideale Begleiterin gewesen. Seine Ehefrau bestätigte ihm, zur Tatzeit zu Hause gewesen zu sein. Johanna Grewel sieht sich an der Universität um und bemerkt Spannungen zwischen Lisa Kranz und ihrem Freund Michael Danckert. Sie beschattet ihn und beobachtet einen Drogendeal. Danckert handelt offensichtlich mit verschreibungspflichtigen Medikamenten, die er sich per Rezept aus der Apotheke besorgt. Die Kontrolle der Rezepte ergibt, dass der Mediziner Petkus sie ausgestellt hatte.
Danckert wird festgenommen und gibt im Verhör zu, mit Anna zusammen das Aufputschmittelgeschäft betrieben zu haben. Anna besorgte über Petkus die Rezepte, indem sie ihn unter Druck setzte, und er löste sie ein und verkaufte die Tabletten an studentische Abnehmer. Danckert gibt zu, heimlich mit Anna auch intim befreundet gewesen zu sein. Seine eigentliche Freundin Lisa Kranz habe davon nichts mitbekommen. Doch diese versucht schon den ganzen Tag über, Danckert zu erreichen, und fragt im Präsidium nach. Daraufhin fährt Johanna Grewel allein zu ihr, da ihre beiden Kollegen beim Verhören von Danckert nicht gestört werden wollen. Lisa gesteht ihr, dass sie Anna aus Eifersucht erschlagen hat. Sie sei ihrem Freund an dem Abend gefolgt und, nachdem er gegangen war, habe sie Anna zur Rede gestellt. Als diese sie nur verhöhnt habe, habe sie den nächsten Stein genommen und zugeschlagen. Da sie von dem Triebtäter wusste, habe sie versucht, die Leiche so herzurichten, als ob dieser die Tat begangen hätte. Als sie ihr Geständnis beendet hat, will sie sich vom Balkon stürzen. Doch Funck und Schaffert, die ihrer Praktikantin inzwischen nachgefahren sind, gelingt es mit einem abgestimmten Trick, sie davon abzuhalten.

## Hintergrund
Der Film wurde vom Mitteldeutschen Rundfunk und der Produktionsfirma „ffpnewmedia“ unter dem Arbeitstitel Speed in Erfurt und der Umgebung von Erfurt gedreht.

## Rezeption

### Einschaltquoten
Die Erstausstrahlung von Kalter Engel am 3. November 2013 wurde in Deutschland insgesamt von 10,32 Millionen Zuschauern gesehen und erreichte einen Marktanteil von 27,90 Prozent für Das Erste.

### Kritik
Rainer Tittelbach von tittelbach.tv schreibt: „Ein bisschen schade, dass das junge Team und die frischen Schauspieler durch eine konventionelle Inszenierung ausgebremst werden. Etwas Action in der Inszenierung macht noch keinen modernen Film. […] Keine Frage: die drei aus Erfurt brauchen künftig erfahrene, aber dramaturgisch visionäre Drehbuchautoren und junge Regisseure, die so ticken wie ihre Hauptdarsteller und die dem Ganzen einen ‚New Look‘ verpassen!“
Tilmann P. Gangloff stellt fest: „Der MDR schickt ein viel versprechendes Nachwuchs-Team ins ‚Tatort‘-Rennen. Die konventionelle Inszenierung lässt aber noch deutlich Luft nach oben. […] Zum Auftakt wartet auf das Trio zwar eine reizvolle Geschichte, doch ausgerechnet der ‚Tatort‘-erfahrene Thomas Bohn setzt sein eigenes Drehbuch zu ‚Kalter Engel‘ sehr konventionell, mitunter sogar spannungsfrei um. Nach dem atemraubenden Auftakt kommt dem Film zunehmend das Tempo abhanden. [Doch] dank der Hauptdarsteller schaut man dem nächsten Fall […] hoffnungsfroh entgegen.“
Holger Gertz von der Süddeutschen.de gibt folgendes Urteil: „Ein sehr dünner ‚Tatort‘, den die Schauspieler nicht retten können. Die tolle Alina Levshin spielt die Polizeipraktikantin: eine Figur immerhin, die im Laufe der Episode wächst. Der Rest ist leider nicht Schweigen, der Rest sind ein paar Wimpel von Rot-Weiß Erfurt und: Filmmusik. […] Wer sich da an Traumschiffe und Bergdoktoren und Rosenheimcops erinnert fühlt, liegt genau richtig.“
Bei Spiegel.de stellt Christian Buß fest: „Hat sich da jemand mit Energydrinks um den Verstand gesoffen? Der skandalgebeutelte MDR wollte den jugendlichsten ‚Tatort‘ überhaupt schaffen, wanzt sich mit dem neuen Erfurter TV-Revier aber nur zynisch an die jüngere Zielgruppe ran – und produziert dabei gleich die nächste Affäre. […] Dass wir das mal fordern würden, hätten wir selbst nicht geglaubt: Wir wollen die alten Herren Schmücke und Schneider zurück.“
Lars Schmidt bei T-online.de urteilt über den Tatort: „So ist der frische Wind, der hin und wieder durch ‚Kalter Engel‘ weht, auch eher ein laues Lüftchen. Wenn mal eine Bö draus wird, ist das den drei Hauptdarstellern zu verdanken. Denn mit Friedrich Mücke (32), Benjamin Kramme (31) und Alina Levshin (29) stehen drei unverbrauchte Gesichter vor den Kameras, denen man die Spielfreude ansieht. Allerdings müssen sie sich durch einen Fall quälen, der über das übliche ‚Tatort‘-Schema nicht hinaus kommt und sich an den bekannten Motiven abquält: Liebe, Eifersucht und Erpressung.“
Ähnlich sieht das Jochen Hieber bei faz.net und schreibt: „Voller Stolz kündigt der MDR ‚das jüngste Ermittler-Team‘ aller ‚Tatort‘-Zeiten an. Was die Drei dann abliefern, ist grundsolide Krimi-Spannung. Allerdings ist die glanzvolle Alina Levshin dabei unterfordert.“
Die Kritiker der Fernsehzeitschrift TV-Spielfilm urteilen: „Pseudocoole Sprache („Krass!“, „Fuck!“), ein teils affiges Actionintro: Nach nur zwei Folgen war Schluss. Fazit: Nur nett und jung hat noch nie gereicht.“